# Pyromaia mexicana
Pyromaia mexicana is een krabbensoort uit de familie van de Inachoididae. De wetenschappelijke naam van de soort is voor het eerst geldig gepubliceerd in 1893 door Rathbun.